# Katie Blair
Katherine Amanda Blair (Billings, 29 dicembre 1987) è una modella statunitense incoronata Miss Teen USA 2006 a Palm Springs il 15 agosto 2006.
È stata la prima rappresentante del Montana ad ottenere la vittoria in un concorso di bellezza maggiore.

## Biografia
La vittoria di Miss Teen USA include il contratto di un anno con l'agenzia di moda Trump Model Management ed una borsa di studio presso School for Film and Television di New York, oltre che una apparizione nella soap opera nella NBC Passions.
Il 19 dicembre 2006 Donald Trump ha annunciato che Katie Blair sarebbe entrata in un centro di disintossicazione dall'alcol, cosa che le ha fatto perdere la possibilità di essere portavoce di Mothers Against Drunk Driving, associazione a favore delle prevenzione dell'alcolismo minorile.
In seguito la Blair è stata protagonista del reality show Pageant Place in onda su MTV, insieme a Rachel Smith, Hilary Cruz e Riyo Mori. Lo show è andato in onda dal 10 ottobre 2007. Nel 2011 Katie Blair si è classificata al secondo posto del concorso Miss California USA.